# タナイス目
タナイス目（タナイスもく、Tanaidacea）は、フクロエビ上目に含まれる甲殻類の分類群の1つ。胸部の第2体節に鋏脚を持つのが特徴。小型で、大部分の種が海洋の底生生物である。多様な環境に生息し、900種以上が記載されている。

## 体制

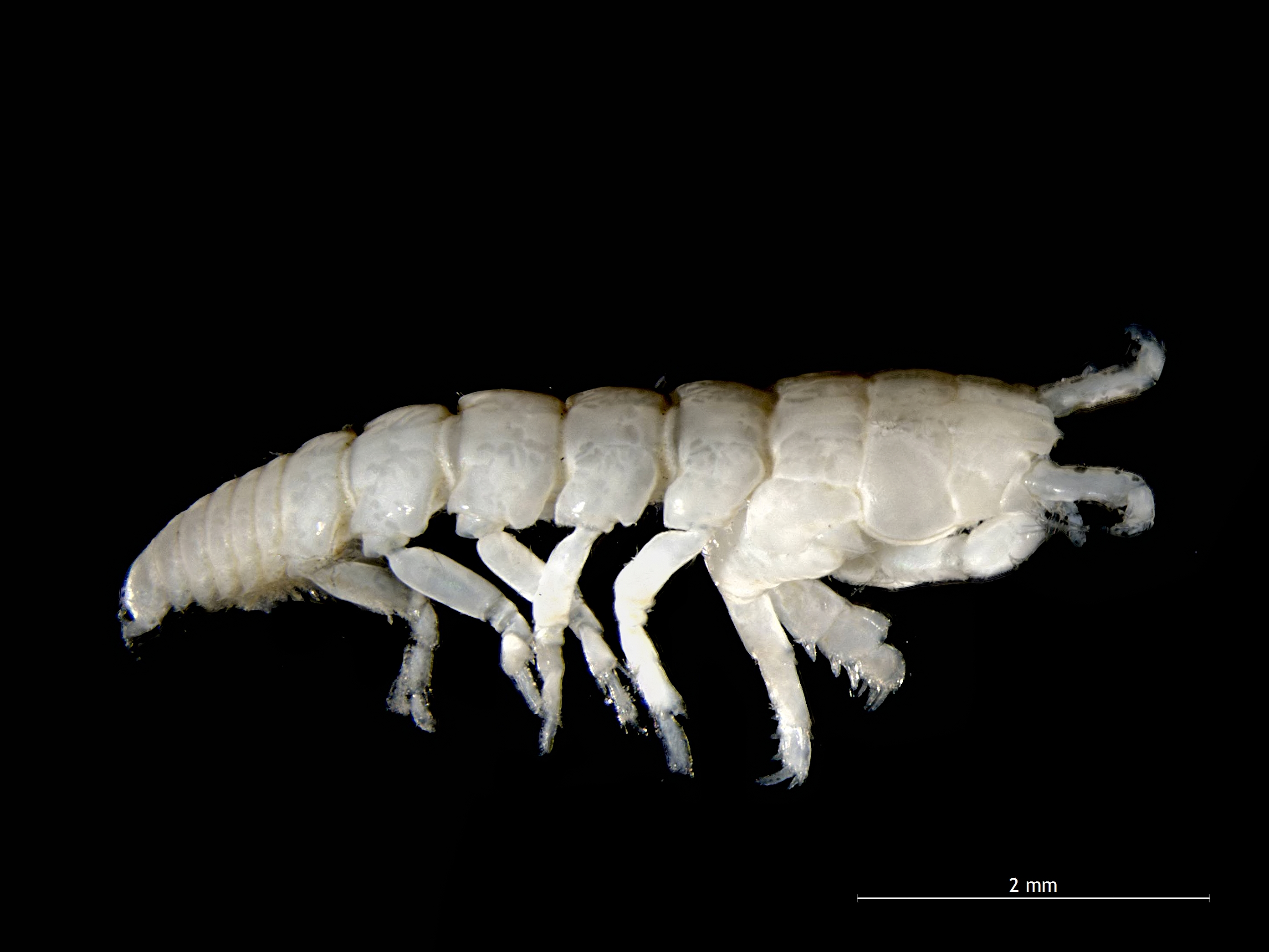
Apseudopsis latreillii

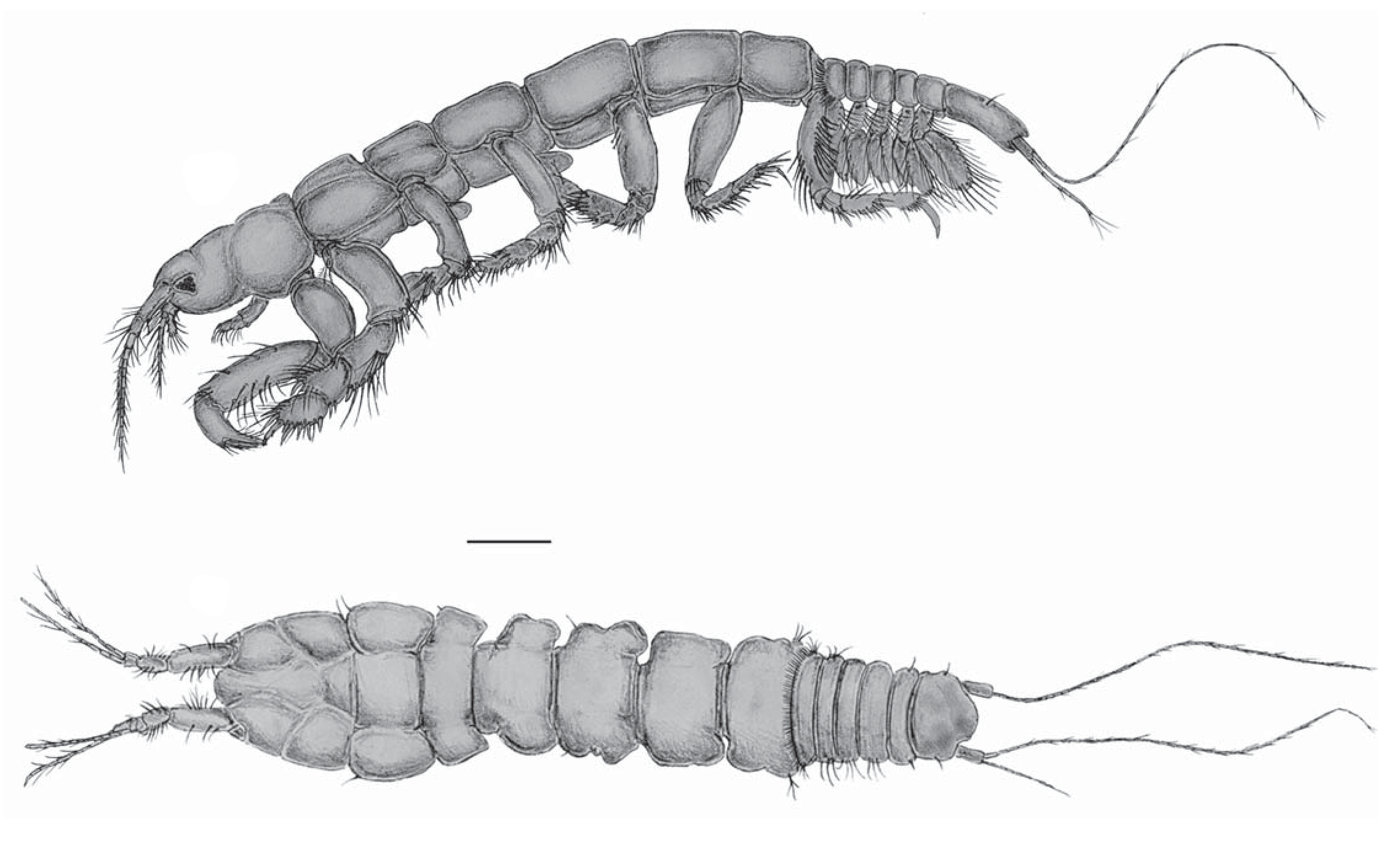

小型で、通常は1ミリメートルから1センチメートル程度だが、深海産のものでは12センチメートルに達する種もある。体形は円筒形か、背腹にやや平たい形状をとる。
頭部と第1・第2胸節が癒合して頭胸部を形成し、背甲に覆われる（第3胸節まで癒合する場合もある）。2対の触角を持つ。可動性のない複眼を持つが、退化して持たない場合もある。背甲の両側に鰓室があり、ここで呼吸を行う。
第1胸節の付属肢（第1胸肢）は顎脚となり、口器としてはたらくと同時に、その副肢は鰓室に挿入されて呼吸を補助する。第2胸肢は、先端がはさみ状またはそれに近い形状（亜はさみ状）となるため鋏脚と呼ばれ、摂食や交尾に用いられる。残り6対の胸肢が歩行肢になる。腹部は6節からなり、前方の5節はそれぞれ1対の腹肢を持つが、雌では腹肢が退化する種もある。腹部末端の体節と尾節は癒合して腹尾節になるが、種によってはさらに多くの腹節を含めて癒合が起こる。腹尾節には尾肢を持つが、欠く種もいる。
雌の生殖孔は第6胸節の腹板、雄のそれは第8胸節腹板から生じるペニスにある。雌では一部の胸肢に抱卵のための覆卵葉が生じる。雄は成熟すると口器が縮小し、種によっては完全に失われ、摂食しなくなる。その他にも鋏脚の大きさ、感覚毛の数、複眼や腹肢の発達度合に性的二形がみられることが多い。
消化器系としては1対か2対の中腸腺を持ち、さらに破砕胃を持つこともある。排出器官は一対の小顎腺と腎細胞。神経系は食道下神経節のほかいくつかの神経節と腹神経索からなる。多くの種は胸部に絹糸腺を持ち、巣穴作りなどに用いる。

## 分布
世界中の海洋に分布し、深海から浅海、低緯度から高緯度までその生息範囲は広い。海底の砂泥や海藻の隙間などにみられ、サンゴ礁やマングローブ、深海の海溝部、熱水噴出孔や冷水湧出帯など、さまざまな環境から発見されている。種の多様性がもっとも高いのは深海である。浅海域では個体数が非常に多くなることがあり、1平方メートルあたり14万個体のタナイス類が生息していたという記録がある。わずかだが汽水・淡水に産する種もいる。

## 生態
原則として底生性であり、砂粒や藻類の欠片を集めた棲管や巣穴を作って生活するが、巣を作らない種もいる。サンゴ、コケムシ、ヒドロ虫、貝類やウミガメの体表に生息する種も知られている。
デトリタス食、肉食、腐肉食、藻類食など食性は種によって多様だが、多くの種はそれらを使い分けている。鋏脚は動物やデトリタス片を掴む際に用いられる。さらに第2上顎に生えた剛毛による濾過食も行っているとされる。深海性の種はデトリタスを主な餌としていると考えられる。
肉食性のタナイス類はウニの幼生、多毛類、線虫類、ソコミジンコ類などの無脊椎動物を捕食する。一方でタナイス類を餌とする動物も多く、多毛類や他の甲殻類、干潟の鳥類、魚類のとくに仔稚魚などが捕食者として知られている。

## 繁殖
雄が雌の棲管を訪れ、その中で配偶する。雌雄が向かい合い、雄がペニスを雌の育児嚢に挿入して精子を放出すると、すぐに雌が卵を育児嚢内に産み出し、体外受精が起こる。受精卵は育児嚢内で保育され、マンカ幼生として孵化し、その後も2、3日は雌の棲管内に留まる。性比はしばしば雌に偏り、雄の見つかっていない種もある。
雌性先熟の性転換を行うことも知られている。性転換前に経験した抱卵回数によって、性転換して雄になった後の形態が異なる例もある。同時雌雄同体の種もあり、自家受精を行うことも報告されている。

## 分類
タナイス類は、19世紀には等脚類に分類されていたが、1895年に軟甲類の1目としてタナイス目が設立され、アミ目、クーマ目、等脚目、端脚目などと並んでフクロエビ上目の目とされている。タナイス類の単系統性は強く支持されているが、フクロエビ上目内での系統関係ははっきりしていない。900種以上が記載され、未記載種を含めると数千種になると推定されている。
現生種はタナイス亜目、アプセウデス亜目、Neotanaidomorphaの3亜目、またはNeotanaidomorphaをタナイス亜目内の上科に格下げして2亜目に分類され、さらに化石種のみのムカシタナイス亜目Anthracocaridomorphaも含まれる。
タナイスの名はロシアのドン川の旧名に由来する。

## 人間との関係
人間生活との直接的な関係はない。
大きなはさみを持ちかわいらしく見えるためか、比較的に研究が進んでいるとされるが、分類が難しいために生態学的な調査では無視されることも多いという。